# Российско-оманские отношения
Российско-оманские отношения — двусторонние дипломатические отношения между Россией и Оманом.
Во время Дофарского восстания (1962—1976) СССР поддерживал марксистские организации Омана, такие как Народный фронт освобождения Омана, из-за чего между двумя странами не поддерживалась связь и складывались плохие отношения. К 1976 году марксистские повстанцы были подавлены правительством Омана с помощью Великобритании. После длительного периода, 26 сентября 1985 года между СССР и Султанатом Оман были установлены дипломатические отношения. В 1987 году в Москве и Маскате были открыты соответственно оманское и советское посольства. В 1991 году Оман официально признал Российскую Федерацию в качестве правопреемницы Советского Союза.

## Контакты на государственном и региональном уровнях
Развиваются межпарламентские связи: руководители обеих палат Федерального Собрания России и Совета Омана обмениваются визитами и письменными посланиями.
Между Россией и Оманом осуществляется регулярный обмен делегациями по линии правительств двух стран, торгово-промышленных палат, государственных и частных компаний.
На основе подписанного в 1991 году межмидовского протокола проводятся регулярные политические консультации на уровне заместителей глав внешнеполитических ведомств.
Оман посещают делегации российских регионов, установлены контакты между мэриями Москвы и Маската.
В 2023 году впервые с установления дипотношений прошли телефонные переговоры президента РФ Владимира Путина и султана Омана Хейсама Бен Тарека Аль Саида.

## Аспекты отношений

### Правовой аспект
Важнейшими двусторонними российско-оманскими соглашениями являются следующие:
- Межправительственное соглашение о воздушном сообщении (1993);
- Межправительственное соглашение о торговле, экономическом и техническом сотрудничестве (1994);
- Соглашение о взаимодействии торгово-промышленных палат (1994);
- Соглашение о сотрудничестве между ИТАР-ТАСС и Оманским информационным агентством (1995);
- Соглашение о сотрудничестве в области науки, культуры и образования (1996).

На рассмотрении сторон находятся проекты других двусторонних соглашений, касающихся взаимодействия в торгово-экономической, финансовой, гуманитарной и научно-технической сферах.

### Экономический аспект
Товарооборот между Россией и Оманом в 2010 году составил 13,2 млн долл. Ряд российских компаний осуществляют подрядно-сервисные работы в нефтегазовом комплексе Омана.
В декабре 2010 года в Маскате впервые в истории двусторонних отношений была проведена презентация российского бизнеса с участием более 20 российских компаний, работающих в сфере информационной безопасности, разведки и добычи нефти и газа, радиоэлектроники, кораблестроения, производства труб и сельскохозяйственной техники.
В мае 2006 года создан, а в июне 2011 года реорганизован Российско-Оманский деловой совет с целью активизации прямых контактов между представителями деловых кругов двух стран.
8 июня 2023 года Россия и Оман подписали соглашение об исключении двойного налогообложения. По данным министерства финансов России, в 2022 году объем взаимной торговли между странами вырос на 46%, превысив 300 млн долларов, причем 98% оборота пришлось на российские поставки в Оман.

### Гуманитарный аспект
Наиболее активное развитие получило российско-оманское взаимодействие в области образования, культуры и туризма. С 1996 года Министерством образования и науки РФ ежегодно предоставляются стипендии для обучения оманских студентов в вузах России по различным специальностям.
В Университете султана Кабуса (Маскат) и других учебных заведениях Омана на основе индивидуальных контрактов работают российские преподаватели. В октябре 2011 года делегация Университета посетила ряд российских вузов.
Поддерживается российско-оманский межрелигиозный диалог. В Москве в 2007 году был издан первый сборник статей по вопросам веротерпимости и межконфессиональной солидарности «Толерантность. Опыт России и Султаната Оман».
В сентябре 2013 года в МГИМО(У) в рамках Дней оманской культуры в России прошла международная конференция «Российско-оманские отношения».
Развивается сотрудничество в области туризма. Ежегодно Оман посещают около 6 тысяч граждан РФ.
В рамках борьбы с пиратством и вооруженным разбоем у побережья Сомали российские военные корабли совершают заходы в оманские порты Маскат и Салала.